# Лавра

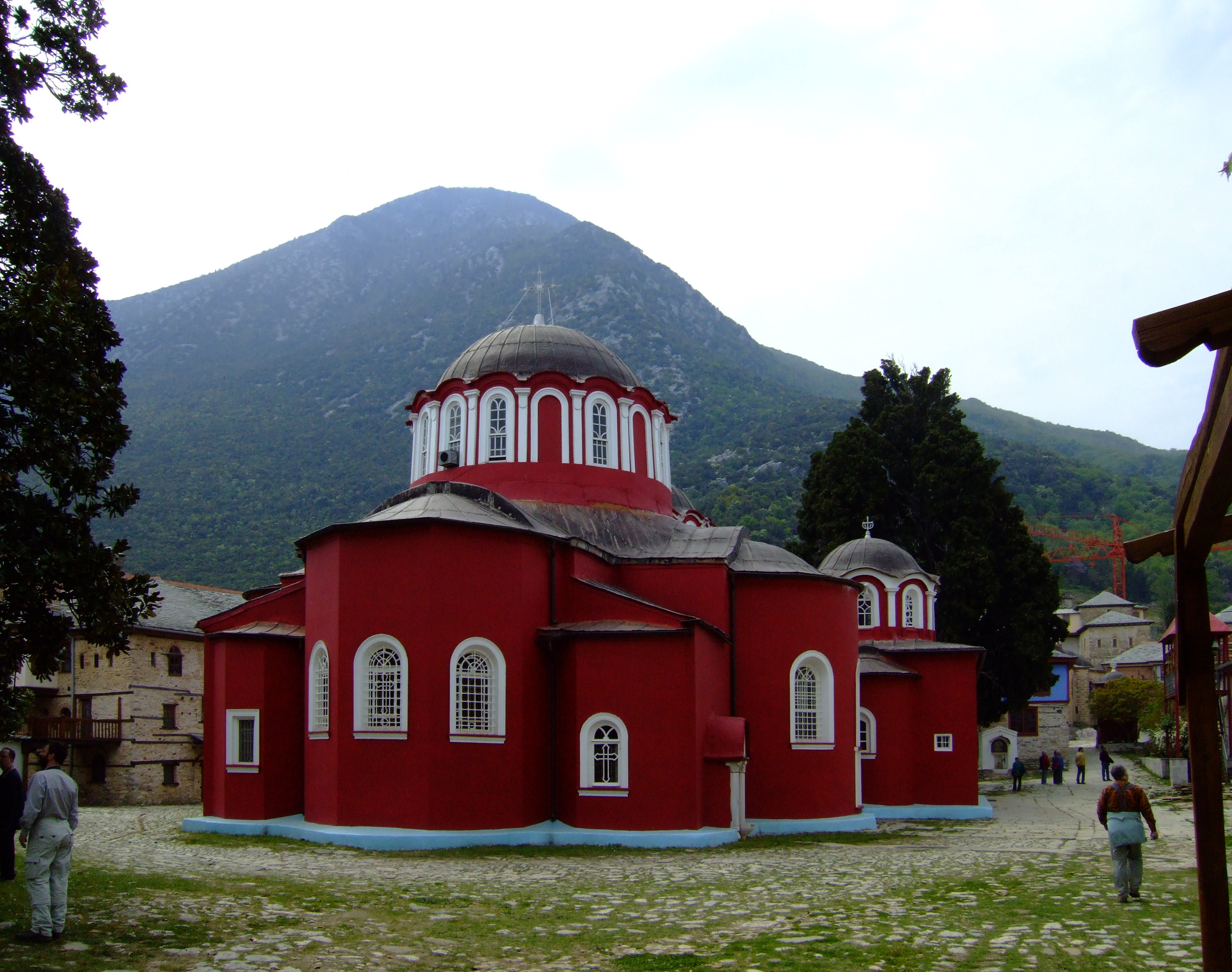
Кафоликон Великой Лавры на горе Афон

Ла́вра (греч. Λαύρα — городская улица, многолюдный монастырь) — название некоторых крупнейших мужских православных монастырей, имеющих особенное историческое и духовное значение.

## История
Лаврами изначально назывались части города или отдельные поселения, обнесённые оградой или стеной. Монастыри стали называть лаврами в VI веке в Палестине, где монахи были вынуждены собираться в возможно большем числе и ограждать свои жилища стенами для защиты от нападений со стороны кочевников.

## Структура лавры
Поскольку лавры представляли собой отдельные поселения или кварталы внутри поселения, то они состояли из ряда построек. Центр лавры составлял собор (кафоликон), перед которым располагался двор. Главный собор лавры обыкновенно носит название одного из церковных праздников: Благовещенский, Вознесенский, Троицкий, Преображенский или Успенский. Боковые пристройки лавры представляют собой кельи (общежитие), гостиницу, архиерейский дом, библиотека, трапезную (столовую), семинария, проскурница (мастерские) или древлехранилище (музей). Отдельно к храму примыкали ризница, баптистерий и придел. В составе лавр могли находиться кладбища или оссуарий, а также сад или огород. Группа построек ограждалась стеной с воротами.

##### Лавры — монастыри
В IV—VI веках в Палестине лаврами именовались крупные монастыри, в которых сохранялась самостоятельная жизнь насельников (самостоятельное зарабатывание денег, ремесленничество) при наличии совместного устройства общих потребностей (организация богослужений, устройство стены от нападений кочевников-бедуинов). Такая форма устройства отличала лавры от киновий, где главным принципом было «общежитейное» устройство, подразумевавшее совместную собственность, общее распределение труда и благ. Позже лаврами назывались исторически и духовно значимые монастыри, независимо от формы жительства (киновия или идиоритм).

##### Лавры — кварталы
Кроме того, в Александрии IV века н. э. лаврами было принято называть городские кварталы (население которых составляло церковные приходы):
«…положение африканских пресвитеров сильно отличалось от положения их коллег на других континентах, поскольку они имели больше власти <… > В своих кварталах, отделённых друг от друга бульварами (почему они и назывались „лаврами“), пресвитеры пользовались огромной властью, как, например, Арий был реальным духовным лидером своего пресвитерства Баукалис».

## Лавры Палестины
Одной из первых упоминаемых лавр была основанная святым Харитоном Фаранская лавра, на месте которой сейчас находится скит Святого Харитона. На месте другой основанной в IV веке святым Харитоном Лавры Дока находится Монастырь Искушения в городе Иерихоне. Третьей основанной святым Харитоном лаврой была разрушенная ныне Суккийская лавра.
Рядом с лаврами святого Харитона находилась разрушенная в XVI веке лавра Хузива (лавра преподобного Иоанна Хозевита).
Выходец из Фаранской лавры Евфимий Великий основал в V веке лавру святого Евфимия.
Часто лаврой называют основанный в VI веке Монастырь Феодосия Великого близ Иерусалима, однако этот монастырь являлся киновией и не мог быть лаврой, поскольку лавры в VI веке были идиоритмами. Ныне Монастырь Феодосия Великого существует как женский монастырь вблизи города Вифлеем в Палестине.
Рядом с монастырём Феодосия Великого расположена наиболее известная из доныне существующих лавр Востока, основанная святым Саввой Освященным (Лавра Саввы Освященного), прославленная пребыванием в ней святого Иоанна Дамаскина.
Среди обителей, основанных в пустыне вблизи этой лавры самим преподобным Саввой и его учениками, упоминаются Новая лавра, основанная вышедшими из Великой лавры (Святого Саввы) «по неудовольствию на преподобного Савву», «недалеко от Фекуи, к югу при Фекуйском потоке», а также основанная «по своеволию одним монахом Великой лавры — Иаковом, при озере Семиустном» Лавра Семиустная (Гептастом).
В Иерихоне на месте русского подворья святого Иоанна Предтечи находилась лавра святого Кириака.
На месте разрушенной персами лавры Каламон (тростниковая лавра, лавра «Доброе пристанище», лавра-киновия) вблизи города Иерихон с XIX века находится перенесённый из другого места Монастырь Герасима Иорданского. При этом блаженный Иоанн Мосх называет лаврой также монастырь святого Герасима, говоря о расположении лавры Герасима: «около Иордана», а о лавре Каламон: «близ Иордана».
Лавра Пиргов (башен) была расположена севернее монастыря святого Герасима Иорданского.
В долине Иордана располагались также лавра аввы Петра, лавра Коприта, лавра Ильинская, лавра Несклерова, лавра Пентукла.
В регионе Эль-Бира существовала основанная учеником преподобного Саввы блаженным Фирмином Фирминская лавра.
Под лаврой Марда принято считать существовавший некоторое время в крепости Масада православный монастырь.

## Лавры Греции
Святая Лавра (Калавритская лавра) — древнейший монастырь Пелопоннеса, основанный в 961 году, неоднократно разрушаемый и восстанавливаемый, сыгравший значительную роль в греческой революции 1821 года. Находится в церковной юрисдикции Элладской православной церкви.

### Лавры Афона
Единственной действующей лаврой Афона является Великая Лавра (лавра святого Афанасия Афонского) — первенствующий монастырь на Святой Горе Афон, основанный в 963 году как киновия, но неоднократно менявший свою форму жительства с киновии на идиоритм и обратно. Находится в непосредственной церковной юрисдикции патриарха Константинопольского.
Ранее на Афоне существовали другие лавры. В настоящее время известны две: Лавра святого Климента, располагавшаяся возле современного Иверского монастыря и лавра «Кафедра старцев».
Неофициально в разное время лаврами назывались и другие афонские монастыри.
Так, монастырь Кутлумуш назывался «Лаврой румынской земли», монастырь Зограф — болгарской лаврой, монастырь Хиландар — сербской, хиландарской или славной лаврой, Пантелеимонов монастырь — русской или пантелеимоновой лаврой.

## Лавры России
В России находятся две лавры: Троице-Сергиева лавра (с 1744 года, Сергиев Посад) и Александро-Невская лавра (с 1797 года, Санкт-Петербург).

## Лавры Украины
В настоящее время лаврами являются три православных монастыря: Киево-Печерская лавра (с 1598 или 1688 года, Киев), Почаевско-Успенская лавра (с 1833 года, Почаев), Святогорская Успенская лавра (с 2004 года, Святогорск).
Существуют также грекокатолические студитские Уневская лавра (с 1898 года, Унив) и Свято-Иоанновская лавра (с 1927 года, Львов).

## Лавры в других странах
На территории Грузии и частично Азербайджана существует Давидо-Гареджийская лавра, на территории Польши — Супрасльская лавра. После присоединения Грузии и Польши к Российской империи они были лишены статуса лавр, а с конца 80-х годов XX века в названии монастырей вновь употребляется слово лавра.
В Румынии находится Лавра Нямц и Секул (Нямецкая лавра).
В Сербии лаврами неофициально называют три монастыря — Царскую лавру, Студеницу и Высокие Дечаны.

## Лавры в структуре Русской православной церкви
В Российской империи не было патриаршества и все четыре лавры подчинялись Святейшему синоду. В настоящее время в Российской Федерации в прямом ведении патриарха находится только Троице-Сергиева лавра; Александро-Невская лавра подчинена митрополиту Санкт-Петербургскому, а лавры Украины — ставропигии, подчинённые митрополиту Киевскому (за исключением Святогорской, которая подчиняется правящему архиерею Донецкой епархии, хотя географически расположена на территории Горловской епархии).
Лица, которым вверяется непосредственное управление лаврой, называются наместниками и состоят обыкновенно в сане не ниже архимандрита. С 2009 года наместники всех лавр Русской православной церкви — лица в архиерейском сане.
Иногда Кицканский монастырь в Приднестровье называют Ново-Нямецкой лаврой, хотя официально монастырь такого статуса не имеет. В этом случае Нямецкая лавра в Румынии часто называется Старо-Нямецкой лаврой.

## Женская лавра
Исторически лаврами были только мужские монастыри. Согласно пророчествам преподобного Серафима Саровского, Серафимо-Дивеевский монастырь станет первой женской лаврой, но будет это перед концом света.
Однако женский монастырь Жича в Сербии называется Царской лаврой. Женский Монастырь Феодосия Великого в Палестине также часто неофициально называется лаврой.

## Производные
Вяземская лавра